# Elymus repens
La gramigna comune (Elymus repens (L.) Gould, 1947) è una pianta angiosperma monocotiledone appartenente alla famiglia delle Poacee (o Gramineae, nom. cons.).

## Etimologia
Il nome generico (Elymus) deriva da un antico nome greco (elymos o élumos) per un cereale non identificato. L'epiteto specifico (repens) indica una pianta con portamento strisciante o basso.
Il binomio scientifico di questa pianta inizialmente era Triticum repens, proposto dal botanico e naturalista svedese Linneo (1707 – 1778) in una pubblicazione del 1753, modificato successivamente in quello attualmente accettato Elymus repens perfezionato dal botanico Frank Walton Gould (1913-1981) nella pubblicazione "Madrono; Journal of the California Botanical Society. Berkeley, CA" (Madroño 9: 127 ) del 1947.

## Descrizione

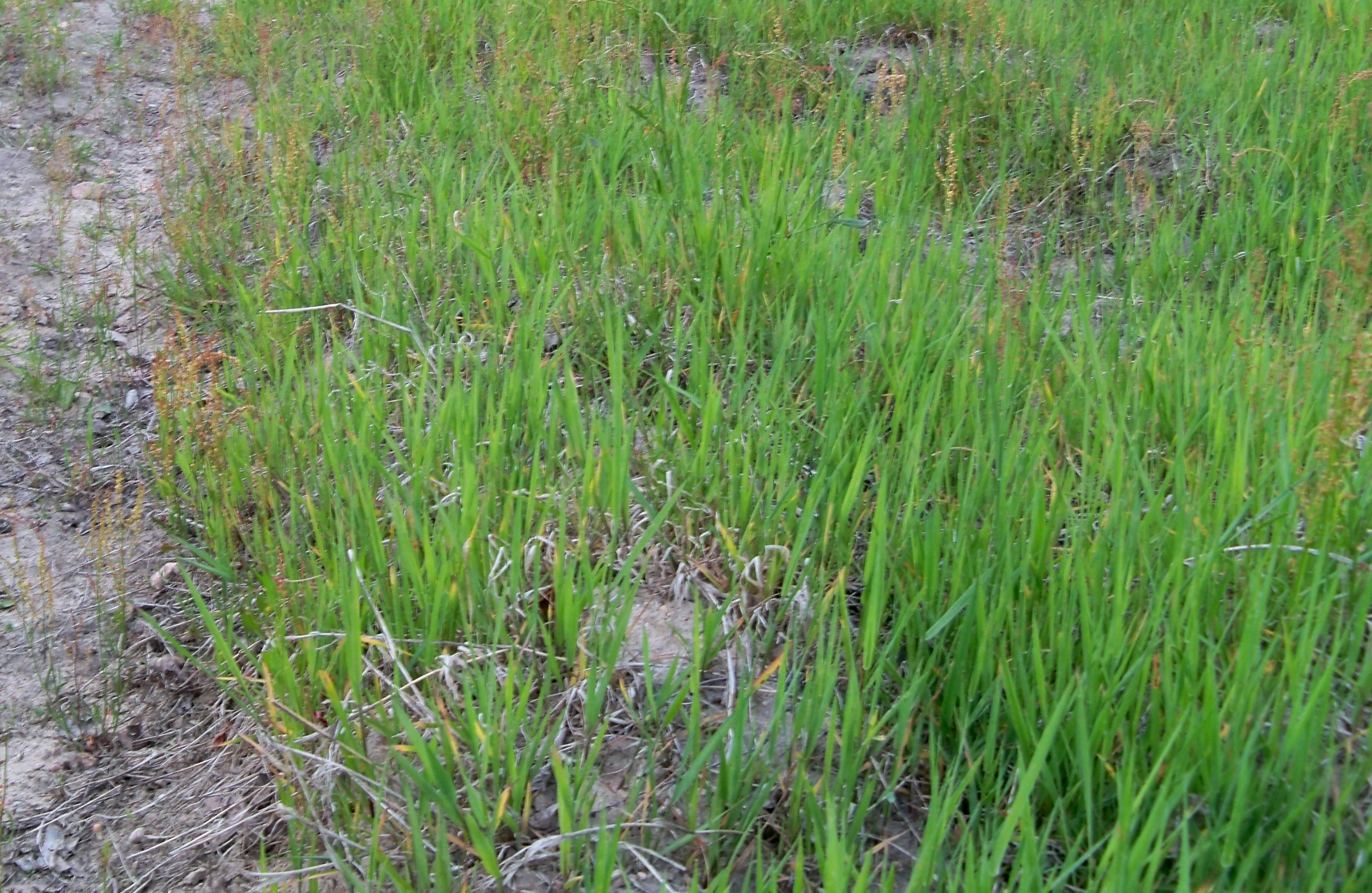
Il portamento

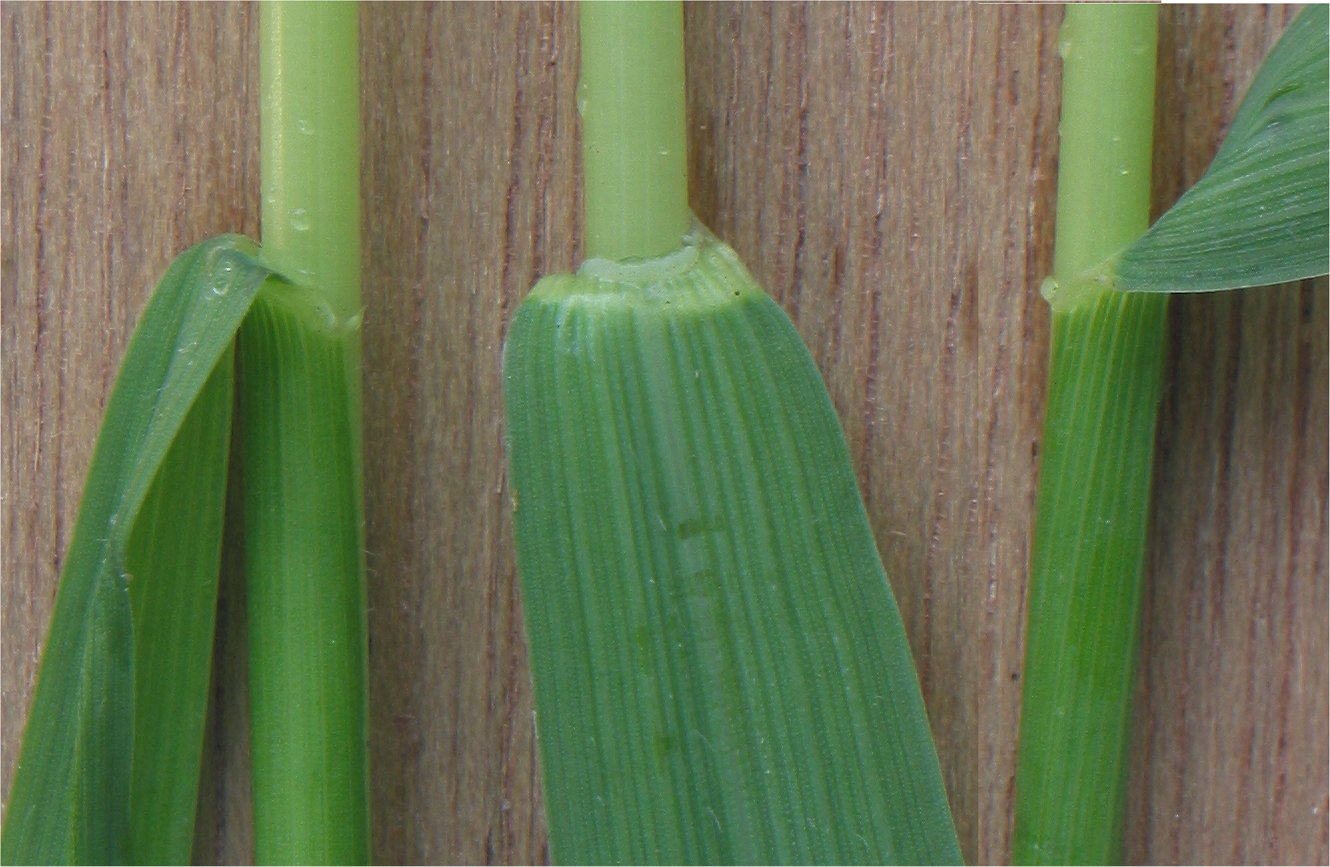
Le foglie

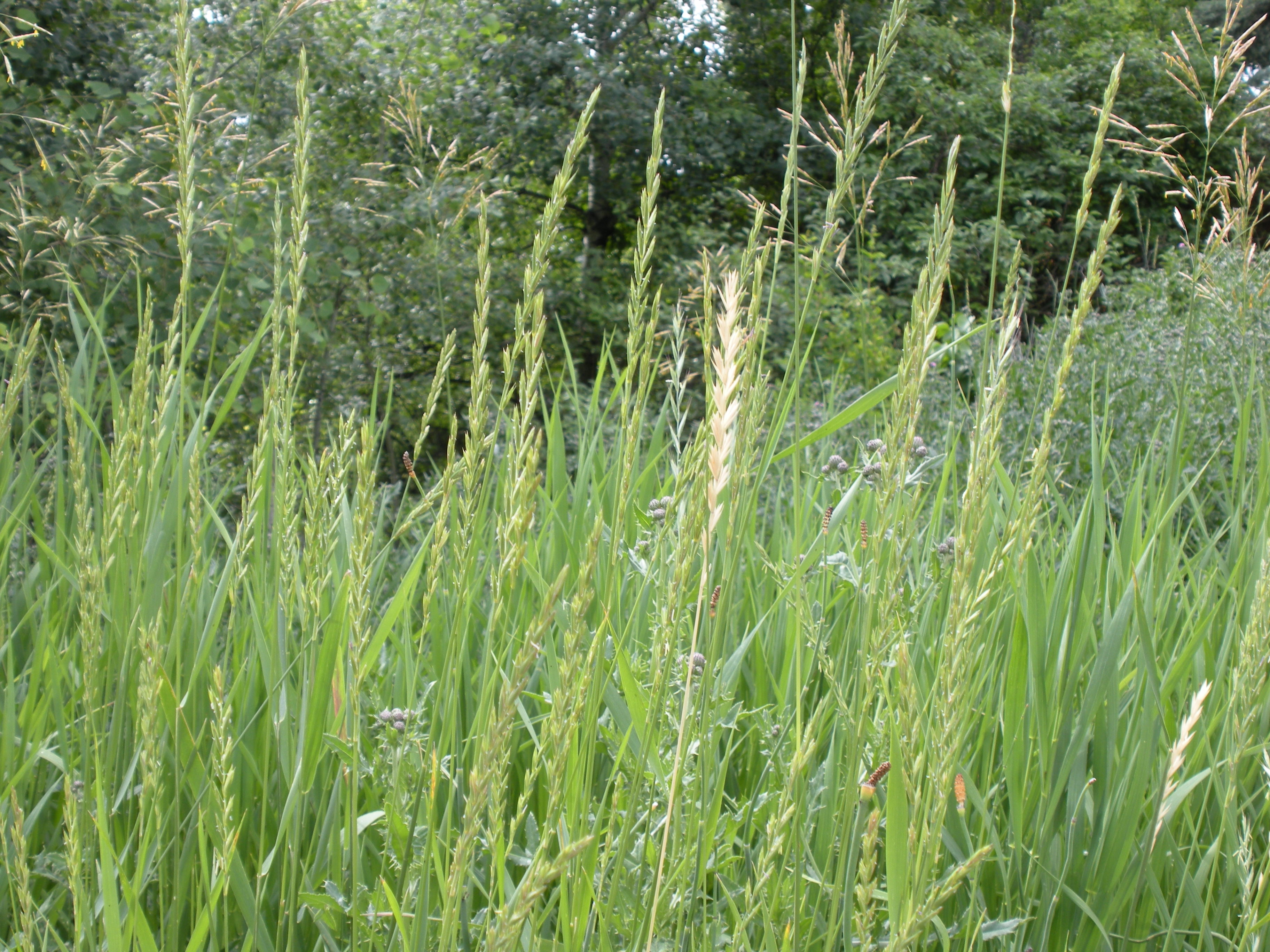
Infiorescenza

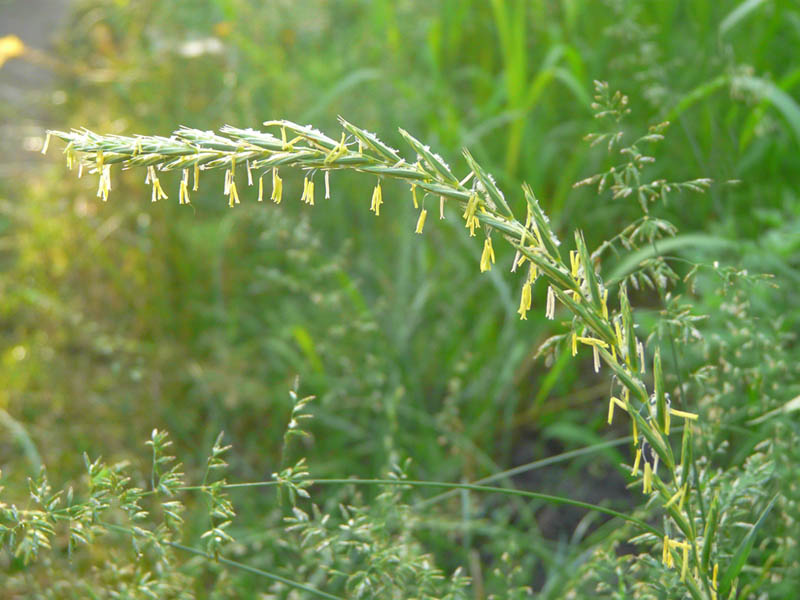
I fiori

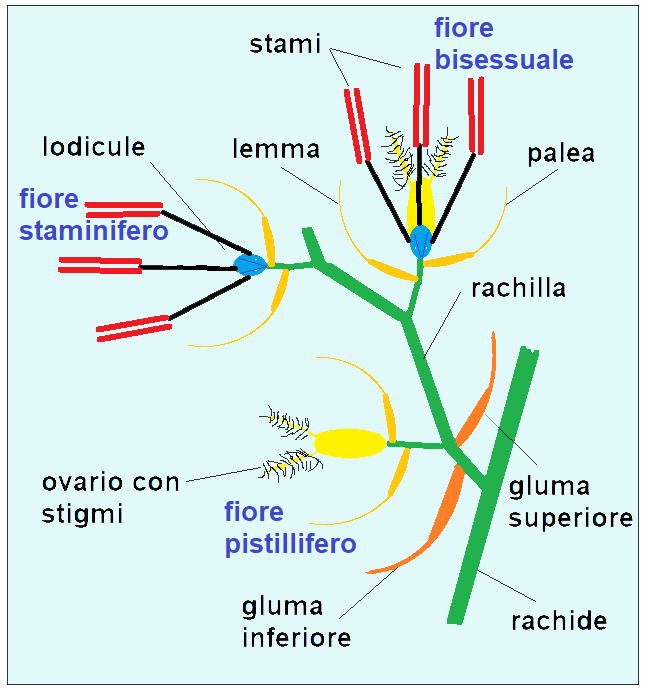
Spighetta generica con tre fiori diversi

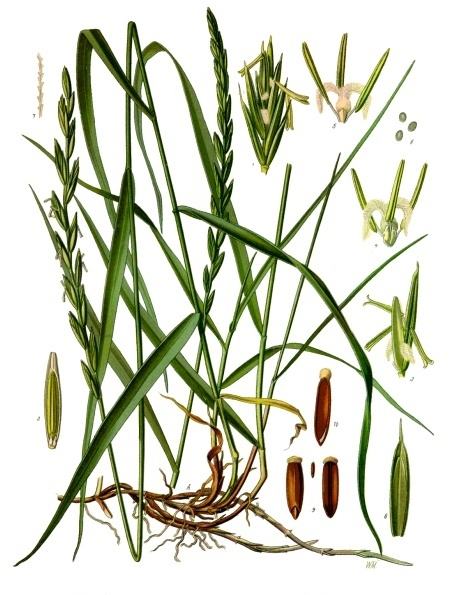
Elytrigia repens (illustrazione)

Queste piante arrivano ad una altezza di 8 - 12 dm. La forma biologica è geofita rizomatosa (G rhiz), sono piante perenni erbacee di breve durata che portano le gemme in posizione sotterranea; durante la stagione avversa non presentano organi aerei e le gemme si trovano in organi sotterranei come bulbi, tuberi e rizomi, fusti sotterranei dai quali, ogni anno, si dipartono radici e fusti aerei.

### Radici
Le radici sono fascicolate di tipo avventizio. 

### Fusto
- Parte ipogea: la parte sotterranea è un rizoma brevemente stolonifero; i rizomi a volte sono robusti.
- Parte epigea: la parte aerea del fusto è un culmo ascendente, ginocchiato alla base. I nodi sono allungati (4 – 7 mm di lunghezza).

### Foglie
Le foglie lungo il culmo sono disposte in modo alterno, sono distiche e si originano dai vari nodi. Sono composte da una guaina, una ligula e una lamina. Le venature sono parallelinervie. Non sono presenti i pseudopiccioli e, nell'epidermide delle foglia, le papille. 
- Guaina: la guaina è abbracciante il fusto; sono presenti dei padiglioni auricolari falcati.
- Ligula: la ligula è nulla.
- Lamina: la lamina è piana e larga 8 – 9 mm; la superficie è glabra o poco pelosa sui bordi. Lunghezza delle foglie: 6 – 30 cm.

### Infiorescenza
Infiorescenza principale (sinfiorescenza o semplicemente spiga): le infiorescenze, di tipo racemoso terminale, hanno la forma di una spiga distica formata da diverse spighette. La spiga può essere densa o lassa. Le spighette sono sessili, strettamente embricate e disposte di lato al rachide (il racemo è bilaterale). Gli internodi del rachide sono lunghi quanto le spighette. La rachide è scabrosa lungo i margini. La fillotassi dell'inflorescenza inizialmente è a due livelli (o a due ranghi), anche se le successive ramificazioni la fa apparire a spirale. Lunghezza della spiga: 7 – 15 cm.

### Spighetta
Infiorescenza secondaria (o spighetta): le spighette, compresse lateralmente con forme da ellittiche a oblunghe, sottese da due brattee distiche e strettamente sovrapposte chiamate glume (inferiore e superiore), sono formate da 5 - 7 fiori fertili disposti in modo opposto. Possono essere presenti dei fiori sterili; in questo caso sono in posizione distale rispetto a quelli fertili. Alla base di ogni fiore sono presenti due brattee: la palea e il lemma. La disarticolazione avviene con la rottura della rachilla sotto ogni fiore fertile. Lunghezza delle spighette: 10 – 18 mm.
- Glume: le glume, persistenti, sono subuguali, con forme oblanceolate-bilobe; sono carenate ed hanno 5 - 7 nervature longitudinali. Lunghezza: 10 mm.
- Palea: la palea è un profillo lanceolato con alcune venature e margini cigliati.
- Lemma: il lemma ha una forma lanceolata acuta oppure è brevemente mucronato. Lunghezza: 10 mm.

### Fiore
I fiori fertili sono attinomorfi formati da 3 verticilli: perianzio ridotto, androceo  e gineceo.
- Formula fiorale:[9]

*, P 2, A (1-)3(-6), G (2–3) supero, cariosside.
- Il perianzio è ridotto e formato da due lodicule, delle squame traslucide, poco visibili (forse relitto di un verticillo di 3 sepali). Le lodicule sono membranose e non vascolarizzate.
- L'androceo è composto da 3 stami ognuno con un breve filamento libero, una antera sagittata e due teche. Le antere (lunghe 4 mm) sono basifisse con deiscenza da una fessura laterale longitudinale. Il polline è monoporato.
- Il gineceo è composto da 3-(2) carpelli connati formanti un ovario supero. L'ovario, pubescente all'apice, ha un solo loculo con un solo ovulo subapicale (o quasi basale). L'ovulo è anfitropo e semianatropo e tenuinucellato o crassinucellato. Lo stilo, che si origina dal lato abassiale dell'ovario, è breve con due stigmi papillosi e distinti.
- Fioritura: da maggio a luglio.

### Frutti
I frutti sono del tipo cariosside, ossia sono dei piccoli chicchi indeiscenti, con forme da ovate a oblunghe, nei quali il pericarpo è formato da una sottile parete che circonda il singolo seme. In particolare il pericarpo è fuso al seme ed è aderente. L'endocarpo non è indurito e l'ilo è lungo e lineare. L'embrione è lungo 1/3 della lunghezza del frutto ed è provvisto di epiblasto; ha inoltre un solo cotiledone altamente modificato (scutello senza fessura) in posizione laterale. I margini embrionali della foglia non si sovrappongono. L'endosperma è farinoso.

## Biologia
Come gran parte delle Poaceae, le specie di questo genere si riproducono per impollinazione anemogama. Gli stigmi più o meno piumosi sono una caratteristica importante per catturare meglio il polline aereo.
La dispersione dei semi avviene inizialmente a opera del vento (dispersione anemocora) e una volta giunti a terra grazie all'azione di insetti come le formiche (mirmecoria). In particolare i frutti di queste erbe possono sopravvivere al passaggio attraverso le budella dei mammiferi e possono essere trovati a germogliare nello sterco.

## Distribuzione e habitat

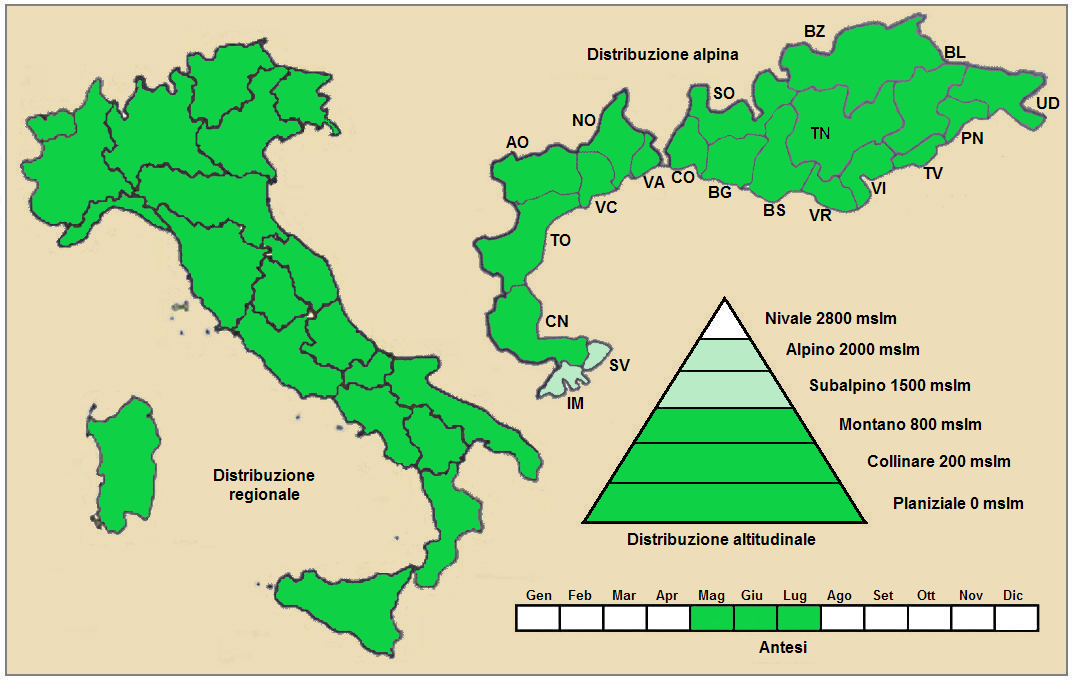
Distribuzione della pianta
(Distribuzione regionale – Distribuzione alpina)

- Geoelemento: il tipo corologico (area di origine) è Circumboreale / Eurasiatico.
- Distribuzione: in Italia è una specie comune e si trova su tutto il territorio. Fuori dall'Italia è presente nelle Alpi e sugli altri rilievi europei collegati alle Alpi (Foresta Nera, Vosgi, Massiccio del Giura, Massiccio Centrale, Pirenei, Alpi Dinariche, Monti Balcani, Carpazi).[17] Fuori dall'Europa si trova in Transcaucasia, Anatolia, Asia (temperata) e Africa mediterranea.[12]
- Habitat: gli habitat tipici per questa pianta sono gli incolti, i bordi delle vie, i campi e i prati aridi. Il substrato preferito è calcareo ma anche siliceo con pH neutro, alti valori nutrizionali del terreno che deve essere mediamente umido.[17]
- Distribuzione altitudinale: sui rilievi queste piante si possono trovare fino a 1.400 m s.l.m. (raramente fino a 2.000 m s.l.m.); frequentano quindi i seguenti piani vegetazionali: collinare, montano e i parte subalpino e alpino  (oltre a quello planiziale – a livello del mare).

### Fitosociologia

#### Areale alpino
Dal punto di vista fitosociologico alpino Elymus repens appartiene alla seguente comunità vegetale:
- Formazione: comunità perenni nitrofile

- Classe: Agropyretea intermedii-repentis

#### Areale italiano
Per l'areale completo italiano Elymus repens appartiene alla seguente comunità vegetale:
- Macrotipologia: vegetazione forestale e preforestale

- Classe: Robinietea Jurko ex Hadac & Sofron, 1980

- Ordine: Chelidonio-robinietalia Jurko ex Hadac & Sofron, 1980

- Alleanza: Balloto nigrae-Robinion Jurko ex Hadac & Sofron, 1980

Descrizione: l'alleanza Balloto nigrae-Robinion è relativa alle comunità di tipo nitrofilo, che crescono su terreni sabbiosi, secchi e relativamente poveri. Si rinviene nelle vicinanze delle scarpate stradali o ferroviarie e sui pendii ripidi ed assolati. La distribuzione dell'alleanza si trova sia in Europa che in Italia nelle zone aride (prevalentemente nelle aree meridionali). In queste aree le formazioni arboree dominanti sono costituite da Robinia pseudacacia che predilige i terreni umidi, poco drenanti o da Ailanthus altissima, specie più xerofila.
Alcune specie presenti nell'associazione: Bromus sterilis, Chelidonium majus, Galium aparine, Urtica dioica, Sambucus nigra, Ballota nigra, Galium aparine, Lactuca serriola, Poa angustifolia, Torilis japonica, Urtica dioica, Arrhenatherum elatius, Calamagrostis epigejos, Cynoglossum officinale, Dactylis glomerata, Veronica triphyllos, Holosteum umbellatum, Veronica arvensis.
Altre alleanze per questa specie sono:
- Agrostio scabriculmis-Elytrigion athericae
- Convolvulo arvensis-Agropyrion repentis
- Inulo viscosae-Agropyrion repentis
- Artemisio absinthii-Agropyrion intermedii
- Onopordion acanthii
- Dauco carotae-Melilotion albi
- Potentillion anserinae

## Tassonomia
La famiglia delle Poacee comprende circa 800 generi e oltre 9.000 specie. È una delle famiglie più numerose e più importanti del gruppo delle monocotiledoni. La famiglia è suddivisa in 12 sottofamiglie, il genere Elymus  fa parte della sottofamiglia Pooideae, tribù Hordeeae.
Il basionimo per questa specie è Triticum repens L., 1753.

### Filogenesi
Il genere Elymus fa parte della tribù Hordeeae (supertribù Triticodae T.D. Macfarl. & L. Watson, 1982). La supertribù Triticodae comprende tre tribù: Littledaleeae, Bromeae e Hordeeae. All'interno della supertribù, la tribù Hordeeae forma un "gruppo fratello" con la tribù Bromeae.
Il genere comprende solamente piante poliploidi con i genomi designati "H, Ns, P, S, St, StY, Y, e Xm". Inoltre Elymus è stato soggetto ad una "evoluzione reticolata" per fenomeni di ibridazione, o per il trasferimento orizzontale di geni ma anche per l’endosimbiosi.
Il numero cromosomico di E. repens é: 2n = 42.

### Variabilità
La specie di questa voce viene considerato un complesso polimorfo. I caratteri soggetti a variabilità sono:
- colorazione della pianta: varia dal verde al glauco-azzurrastro;
- fogliame: può essere molto pubescente;
- l'apice del lemma: può essere mutico o più o meno aristato (comunque con resta molto breve).

Per questa specie sono riconosciute le seguenti sottospecie:
- Elymus repens subsp. arenosus (Spenn.) Melderis, 1978 - Distribuzione: Europa del Nord
- Elymus repens subsp. atlantis  (Maire) Ibn Tattou, 1998 - Distribuzione: Marocco
- Elymus repens subsp. calcareus  (Cernjavski) Melderis, 1978 - Distribuzione: Penisola Balcanica
- Elymus repens subsp. elongatiformis  (Drobow) Melderis, 1978 - Distribuzione: Europa orientale, Transcaucasia e Anatolia

### Sinonimi
Questa entità ha avuto nel tempo diverse nomenclature. L'elenco seguente indica alcuni tra i sinonimi più frequenti:
- Agropyron arundinaceum (Steud.) P.Candargy
- Agropyron bromiforme Schur
- Agropyron caesium J.Presl & C.Presl
- Agropyron caldesii Goiran
- Agropyron caninum f. caesium (J.Presl & C.Presl) Soó
- Agropyron collinum Opiz
- Agropyron dumetorum Trautv.
- Agropyron elatum Opiz
- Agropyron firmum J.Presl & C.Presl
- Agropyron koeleri Rouy
- Agropyron leersianum (Wulfen ex Schreb.) Rydb.
- Agropyron loliiforme Schur
- Agropyron multiflorum P.Beauv.
- Agropyron nicaeense Goiran
- Agropyron pseudocaesium (Pacz.) Zoz
- Agropyron repens f. aristatum (Schumach.) Holmb.
- Agropyron repens  var. aristatum Baumg.
- Agropyron repens  var. arvense (Schreb.) Rchb.
- Agropyron repens f. capillare (Pers.) Soó
- Agropyron repens f. geniculatum Farw.
- Agropyron repens f. heberhachis Fernald
- Agropyron repens f. multiflorum (Pers.) Soó
- Agropyron repens f. pectinatum (F.W.Schultz) Soó
- Agropyron repens f. pilosum (Scribn.) Fernald
- Agropyron repens  var. pilosum Scribn.
- Agropyron repens f. podperae Soó
- Agropyron repens  var. pubescens (Döll) Tzvelev
- Agropyron repens f. setiferum Fernald
- Agropyron repens f. stenophyllum (Asch. & Graebn.) Soó
- Agropyron repens f. stoloniferum Farw.
- Agropyron repens f. subpubescens Soó
- Agropyron repens  var. subulatum Roem. & Schult.
- Agropyron repens f. vaillantianum (Wulfen ex Schreb.) Fernald
- Agropyron rifeum Sennen & Mauricio
- Agropyron sachalinense Honda
- Agropyron subulatiforme f. viride (T.Marsson) Soó
- Agropyron subulatum (Nees) Herter
- Agropyron vaillantianum (Wulfen ex Schreb.) Trautv.
- Bromus glaber Scop.
- Bromus villosus Scop.
- Elymus caesius (J.Presl & C.Presl) G.H.Loos
- Elymus caninus Roth
- Elymus dumetorum Hoffm.
- Elymus neogaeus Steud.
- Elymus repens  var. aristatus (Baumg.) Melderis & D.C.McClint.
- Elymus repens subsp. caesius (J.Presl & C.Presl) Soó
- Elymus repens subsp. pseudocaesius (Pacz.) Melderis
- Elymus repens  var. subulatus (Roem. & Schult.) Szczep.
- Elymus vaillantianus (Wulfen ex Schreb.) K.B.Jensen
- Elytrigia dominii V.Jirásek
- Elytrigia ikonnikovii Tzvelev
- Elytrigia levadica Kuvaev
- Elytrigia pseudocaesia (Pacz.) Prokudin
- Elytrigia repens f. aristata (Schumach.) Beetle
- Elytrigia repens  var. aristata (Baumg.) P.D.Sell
- Elytrigia repens  var. bispiculata (Roshev.) Tzvelev
- Elytrigia repens subsp. caesia (J.Presl & C.Presl) Dostál
- Elytrigia repens  var. glauca (Döll) Tzvelev
- Elytrigia repens subsp. koeleri (Rouy) Holub
- Elytrigia repens subsp. pseudocaesia (Pacz.) Tzvelev
- Elytrigia repens  var. subulatum (Roem. & Schult.) Seberg & G.Petersen
- Elytrigia vaillantiana (Wulfen ex Schreb.) Beetle
- Michelaria villosa Dumort. ex Thielens
- Triticum arundinaceum Steud.
- Triticum arvense Schreb.
- Triticum caesium (J.Presl & C.Presl) Kunth
- Triticum dumetorum Honck.
- Triticum dumetorum Schreb.
- Triticum firmum (J.Presl & C.Presl) Link
- Triticum glaucum Host
- Triticum imbricatum Lam.
- Triticum intermedium Hegetschw.
- Triticum leersianum Wulfen ex Schreb.
- Triticum multiflorum Steud.
- Triticum ramosum Beck ex Nyman
- Triticum repens  var. aristatum Schumach.
- Triticum repens  var. glaucum Döll
- Triticum repens  var. minus Hook.
- Triticum repens  var. nanum Hook.
- Triticum reptans Clairv.
- Triticum sepium Thuill.
- Triticum subaristatum Link
- Triticum vaillantianum Wulfen ex Schreb.

Sinonimi della sottospecie arenosus
- Agropyron maritimum Jansen & Wacht.
- Elymus arenosus  (Spenn.) Conert
- Elymus campestris subsp. maritimus  (Tzvelev) Lambinon
- Elytrigia arenosa  (Spenn.) H.Scholz
- Elytrigia campestris subsp. maritima  (Tzvelev) H.Scholz
- Elytrigia maritima  Tzvelev
- Elytrigia repens subsp. arenosa  (Melderis) Á.Löve
- Triticum repens var. caesium  Döll
- Triticum repens var. maritimum  W.D.J.Koch & Ziz

Sinonimi della sottospecie atlantis
- Agropyron repens var. atlantis Maire

Sinonimi della sottospecie calcareus
- Elytrigia calcarea  (Cernjavski) Holub
- Elytrigia repens subsp. calcarea  (Cernjavski) Á.Löve

Sinonimi della sottospecie elongatiformis
- Agropyron elongatiforme Drobow
- Agropyron maeoticum Prokudin
- Agropyron repens subsp. elongatiforme (Drobow) D.R.Dewey
- Elymus elongatiformis (Drobow) Assadi
- Elytrigia elongatiformis (Drobow) Nevski
- Elytrigia maeotica (Prokudin) Prokudin
- Elytrigia repens subsp. elongatiformis (Drobow) Tzvelev

### Specie simili
E. repens può essere confusa con la specie Thinopyrum acutum (DC.) Banfi. La prima si distingue per possedere il lemma acuto e nervature poco sporgenti nella sezione della lamina fogliare.

## Usi
E. repens nota anche come dente canino, per le sue proprietà terapeutiche è conosciuta anche come gramigna dei medici.
La specie di questa voce è stata utilizzata in fitoterapia nella Grecia classica. I cani ammalati sono noti per dissotterrarne e mangiarne le radici e gli erboristi medioevali la usavano per il trattamento delle infiammazioni delle vesciche, della minzione dolorosa e della ritenzione idrica. Contiene polisaccaridi (triticina, inositolo, mannitolo, mucillagini) e un olio essenziale. Viene tuttora impiegata come diuretico, antinfiammatorio e nel trattamento della cistite. Vengono utilizzati gli stoloni per fare infusi o come estratto secco.
L'Elytrigia repens è un'erba officinale e un'erba medicinale. I rizomi essiccati di Elytrigia repens venivano spezzati e utilizzati come incenso durante il medioevo in Nord Europa, dove altri tipi di resine a base di incenso non erano disponibili.

## Coltivazione
L'Elytrigia repens si è naturalizzata in gran parte del mondo, e spesso indicato come erba infestante. È difficile da rimuovere dagli ambienti dedicati al giardinaggio. Un metodo è quello di scavare in profondità nel terreno in modo da eliminare la quantità di radici possibile, infatti i lunghi bianchi rizomi, si seccano e muoiono se lasciati in superficie e al sole come ogni altra erba infestante.